# Walter Husemann
Walter Husemann (* 2. Dezember 1903 oder 1909 in Ellerbek bei Kiel; † 13. Mai 1943 in Berlin-Plötzensee) war ein deutscher Kommunist und Widerstandskämpfer gegen den Nationalsozialismus.

## Leben

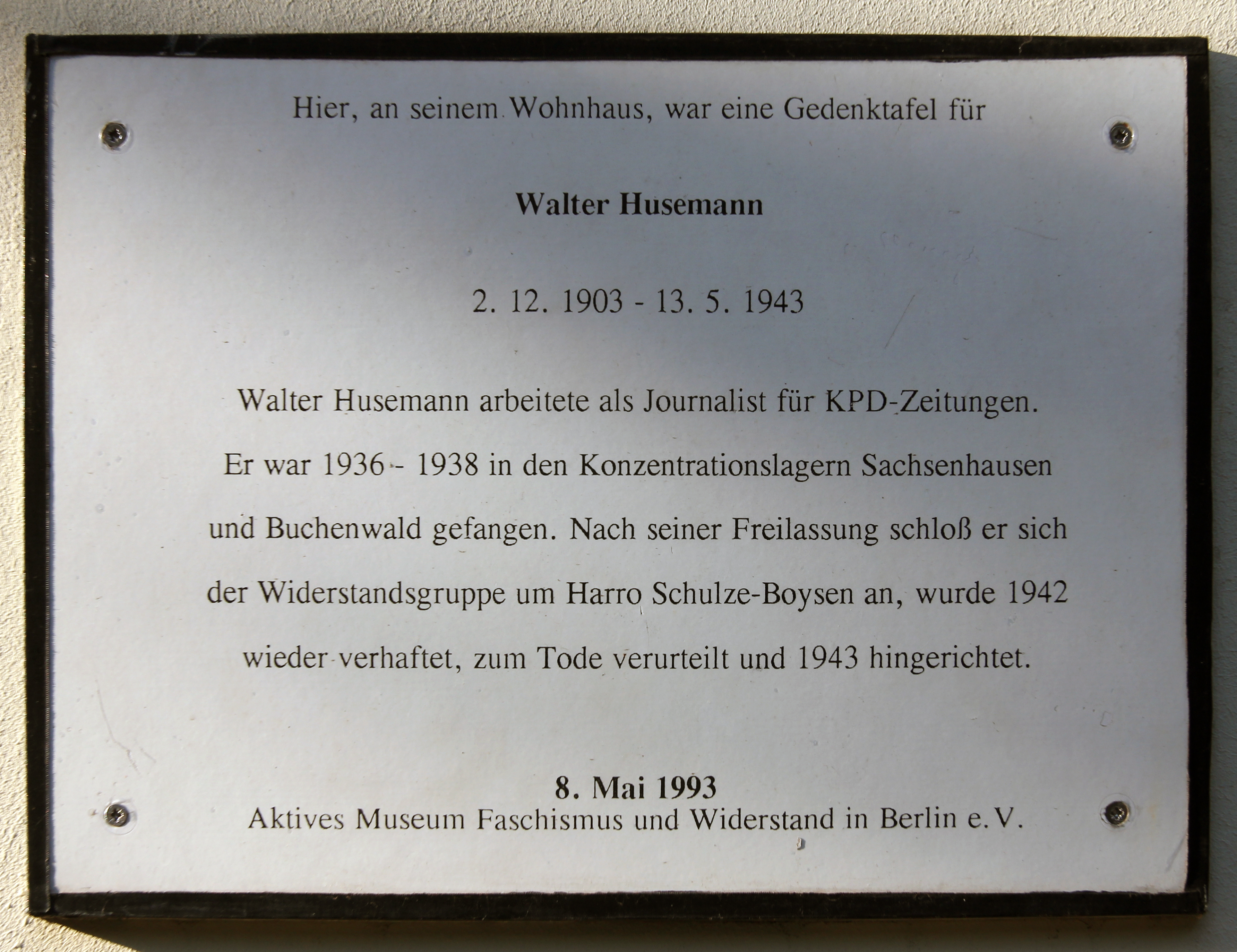
Gedenktafel am Haus, Florastraße 26, in Berlin-Pankow

Husemann wuchs in Berlin auf. Er erlernte den Beruf des Werkzeugmachers. Nach seiner Lehre organisierte er einen Streik und wurde entlassen. Er trat 1924 dem Kommunistischen Jugendverband in Berlin-Pankow bei. 1928 schloss er sich der KPD an und wurde 1929 Leiter der Antifaschistischen Jungen Garden, der Jugendorganisation des Kampfbundes gegen den Faschismus, im Bezirk Berlin-Brandenburg. Von 1930 bis 1933 arbeitete er als Volontär und Redakteur bei kommunistischen Zeitungen in Berlin (Die Rote Fahne), Essen (Ruhr-Echo), Köln (Sozialistische Republik) und Mannheim (Mannheimer Arbeiterzeitung).

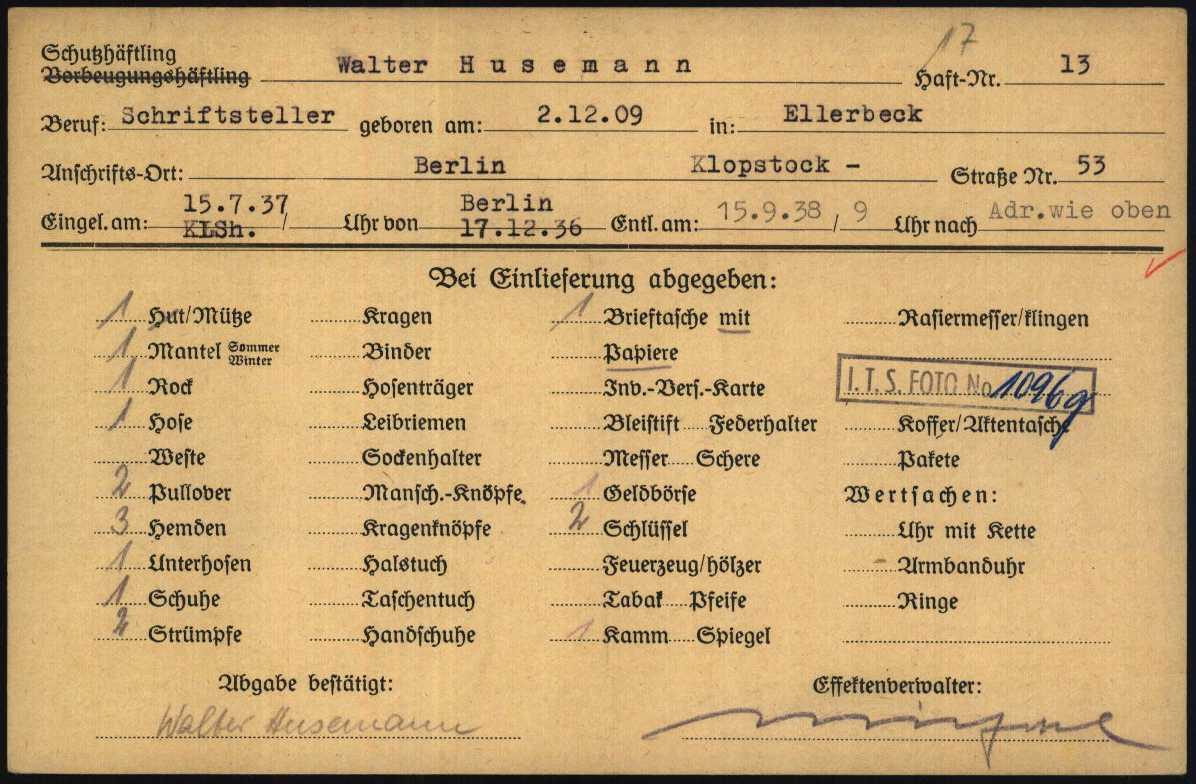
Effektenkarte (Liste des Eigentums) von Walter Husemann als Gefangener im nationalsozialistischen Konzentrationslager Buchenwald.

Nach der „Machtergreifung“ der Nationalsozialisten 1933 engagierte sich Husemann im Widerstand gegen das Regime. Husemann kehrte nach Berlin zurück, tauchte unter und hatte vielfältige Kontakte zum Berliner Widerstand. Ende November 1936 wurde er zusammen mit seinem Vater verhaftet und ohne Prozess in das KZ Sachsenhausen, 1937 in das KZ Buchenwald verschleppt. Nach seiner Entlassung im September 1938 arbeitete er wieder als Werkzeugmacher und fand über seine Frau Marta Anschluss an den Widerstandskreis um Harro Schulze-Boysen und Arvid Harnack und zur Roten Kapelle. Husemann arbeitete unter dem Decknamen Akim für den sowjetischen Nachrichtendienst NKGB. Er unterwies Hans Coppi im Juni 1941 im Kurzwellenfunk.
Am 19. September 1942 wurde Husemann an seinem Arbeitsplatz verhaftet. Nach der Untersuchungshaft im Gestapo-Gefängnis Berlin-Spandau wurde er am 26. Januar 1943 vom Reichskriegsgericht wegen „Vorbereitung zum Hochverrat und Beihilfe zur Spionage“ zum Tode verurteilt und in Plötzensee hingerichtet.

## Ehrungen
In der DDR wurden viele öffentliche Einrichtungen und Straßen nach ihm benannt, was inzwischen größtenteils wieder rückgängig gemacht worden ist. In Rostock und Unseburg finden sich noch Straßen, die nach ihm benannt sind. In Goldberg ist bis heute eine Schule, in Pankow ein Sportplatz nach Husemann benannt. In Pankow existierte darüber hinaus der Jugendclub „Walter Husemann“. In Plau am See trug die Jugendherberge seinen Namen. Im Berliner Stadtteil Prenzlauer Berg wurde 1948 die ehemalige Hochmeisterstraße nach Husemann umbenannt. Sie wurde zum 750-jährigen Stadtjubiläum 1987 restauriert und sollte, neben der Nutzung als Wohn- und Geschäftsstraße, das Leben im ehemaligen Arbeiterviertel in der Zeit der Jahrhundertwende zeigen.